# Delfín Gallo
Delfín Gallo är en ort i Argentina.   Den ligger i provinsen Tucumán, i den norra delen av landet, 1 100 km nordväst om huvudstaden Buenos Aires. Delfín Gallo ligger 442 meter över havet och antalet invånare är 8 828.
Terrängen runt Delfín Gallo är platt, och sluttar söderut. Runt Delfín Gallo är det ganska tätbefolkat, med 155 invånare per kvadratkilometer.. Närmaste större samhälle är San Miguel de Tucumán, 13,4 km väster om Delfín Gallo.
Trakten runt Delfín Gallo består till största delen av jordbruksmark.